# Muncimir (hrvaški knez)
Muncimir, Montimir ali Mutimir (v virih kot Muncimyr, Muncimir), knez Hrvaške na področju današnje Dalmacije, okrog leta 900. Pripadal je rodbini Trpimirovićev in je bil verjetno najmlajši Trpimirjev sin.

## Muncimirjeva vladavina
O Muncimirjevi vladavini ne vemo skoraj ničesar. Nasledil je kneza Branimirja, od katerega je podedoval neodvisno državo, ki ni več priznavala ne bizantinske ne frankovske nadoblasti, in ki je od Benečanov v zameno za mirno plovbo prejemala letni tribut, od dalmatinskih mest pa v zameno za prijateljske odnose poseben davek mogoriš. Toda zdi se, da se je hrvaška država tedaj znašla v prehodni krizi: med ninskim in splitskim škofom je namreč prišlo do ozemeljskih sporov, ki naj bi jih Muncimir reševal v korist splitskega škofa. V času Muncimirjeve vladavine so Spodnjo Panonijo uničili navali Madžarov, ki so ogrozili tudi staro Slavonijo in omogočili pričetek njenega zbliževanja z dalmatinsko Hrvaško. Muncimirja je na prestolu nasledil Tomislav.